# Albysjöns tunnelbanebro
Albysjöns tunnelbanebro (namnet är inte officiellt) är en järnvägsbro för Stockholms tunnelbana (Röda linjen) över Albysjön i Huddinge och Botkyrka kommun, södra Stockholm.

## Beskrivning
Redan i "Tunnelbaneplan för Stockholm 1965" fanns ett förslag på en förlängning av tunnelbanelinjen från Vårberg till Alby med sträckning över norra delen av Albysjön. På plankartan från 1965 är delen grönstreckad vilket betydde "Tunnelbana föreslagen – sträckningen ej studerad".
Bron sträcker sig över Albysjön strax söder om Fittja bro och invigdes den 1 oktober 1972 i samband med förlängningen av sträckan mellan stationerna Vårberg och Fittja.
Det rör sig om en knappt 400 meter lång lådkonstruktion av betong som vilar på sju bropelare. Bredden är nio meter som ger plats åt två spår. Mot öster leder spåren in under Masmoberget till station Masmo och längre mot väster finns en cirka 360 meter lång viadukt som slutar strax före station Fittja. Dessa är separerade av en kort sträcka landfast spår.

## Bilder

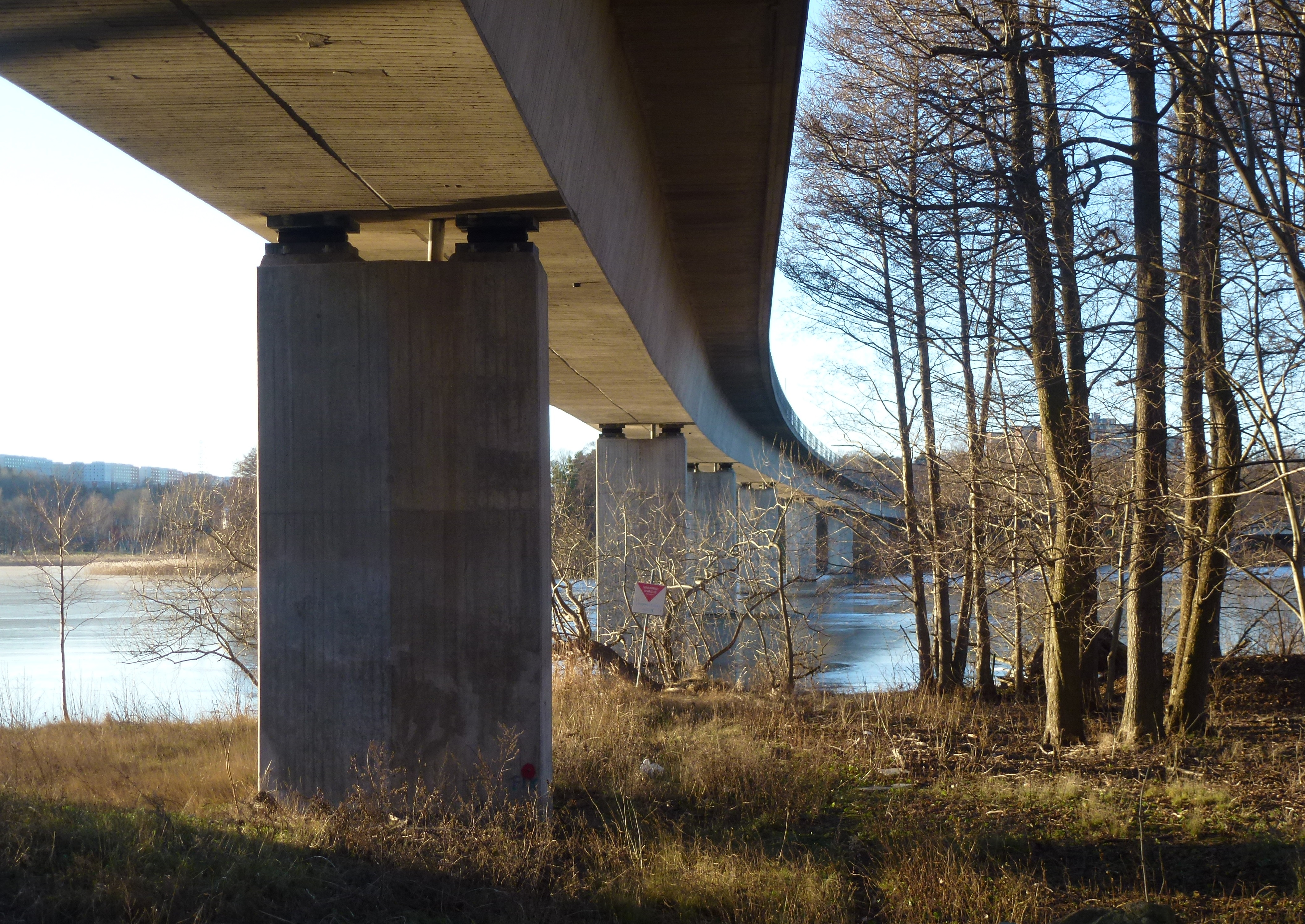
Vy från öster.
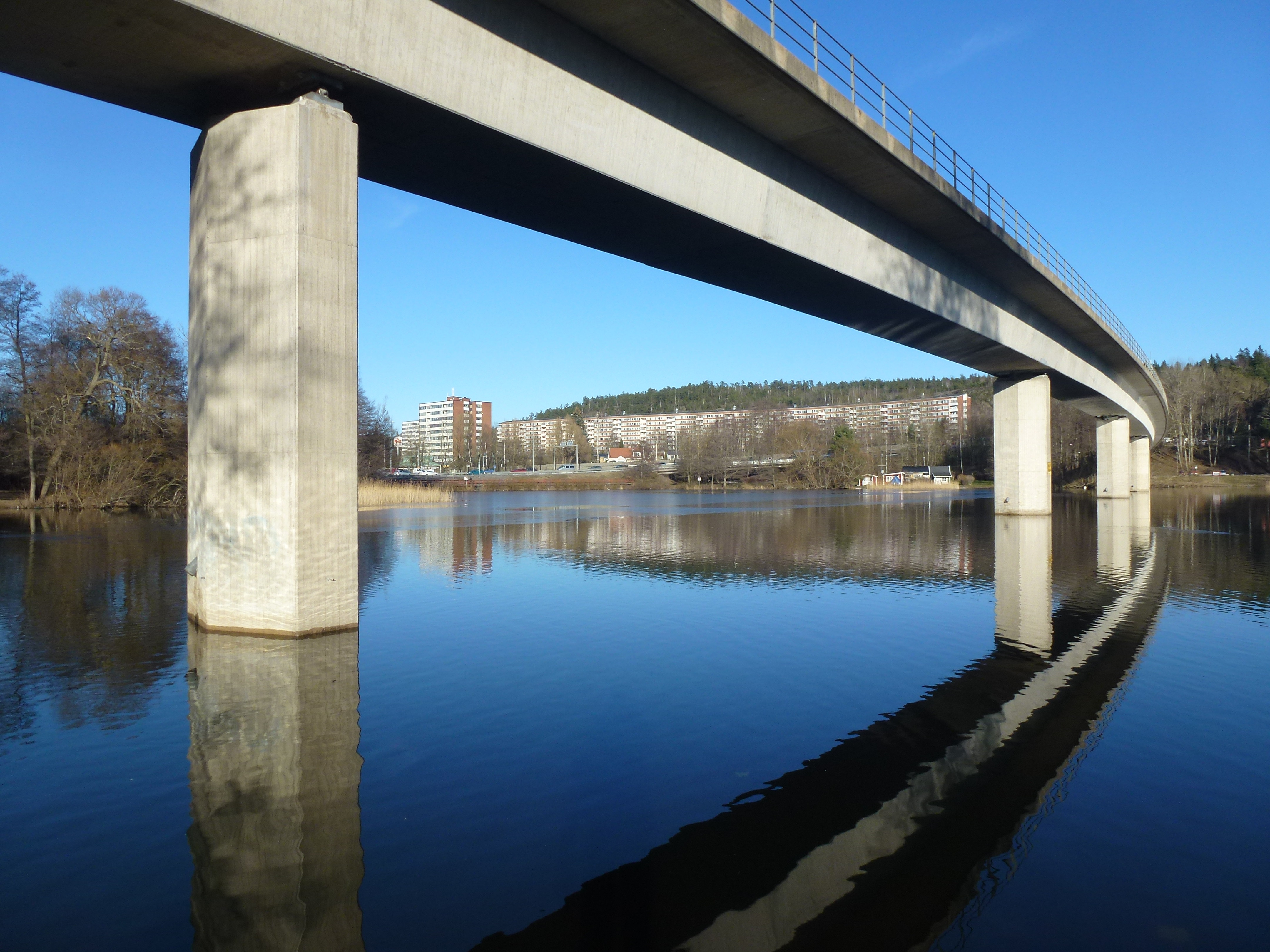
Vy från väster.
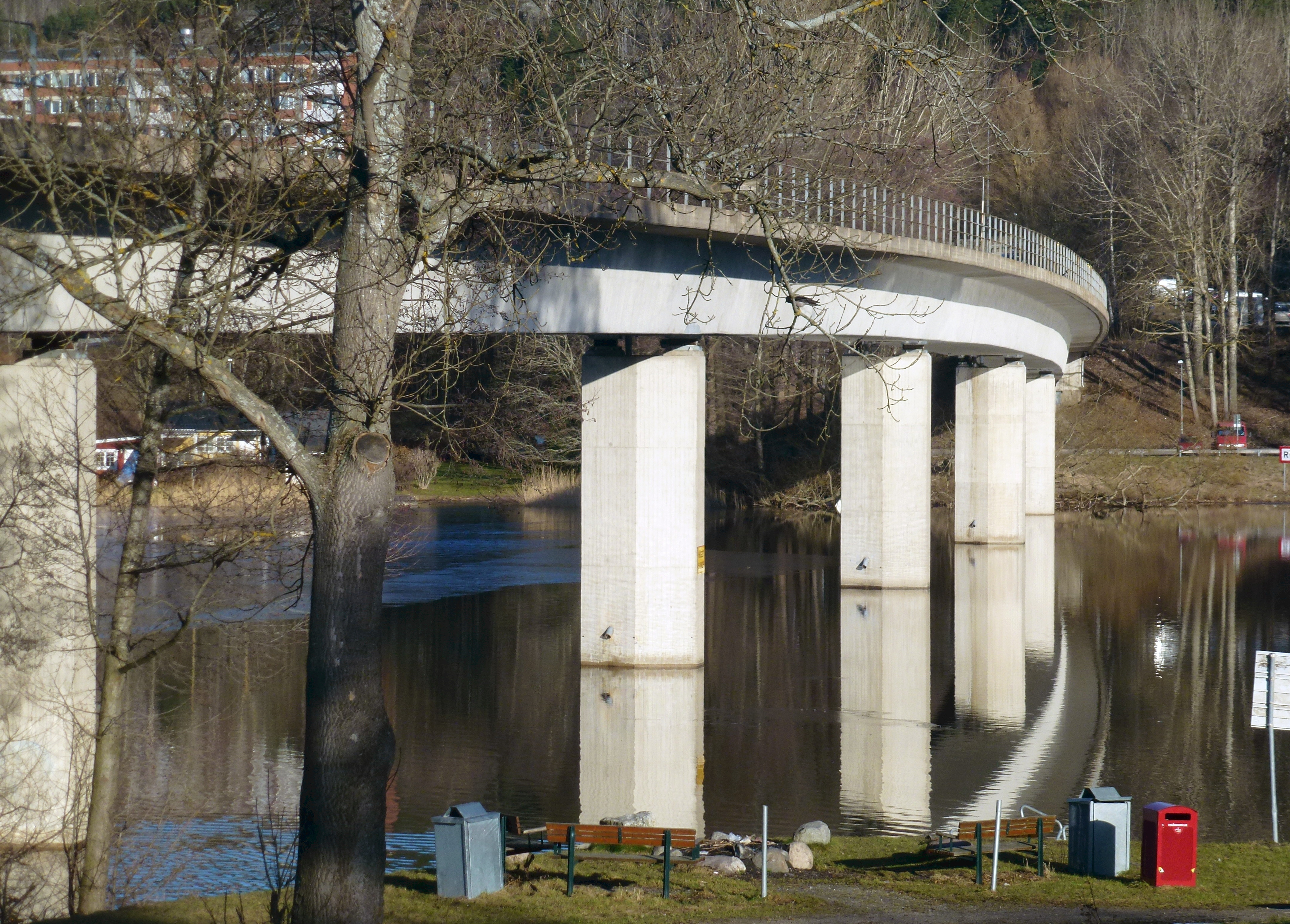
Vy från väster.
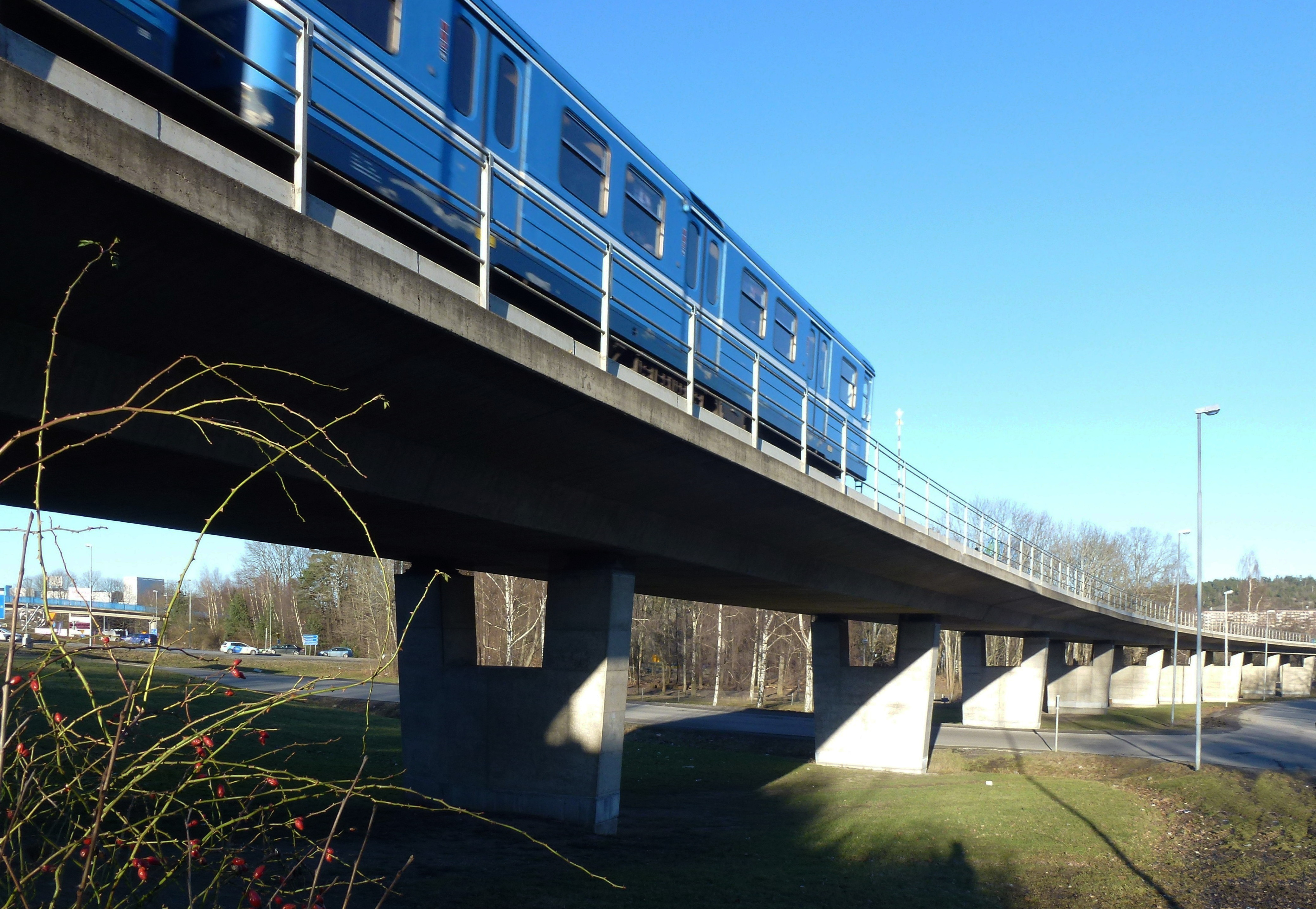
Viadukten i väster.